# Live In London (EP de Birdy)
Live In London  é o primeiro extended play (EP) ao vivo lançado pela cantora-compositora britânica Birdy. Foi lançado através da loja virtual iTunes Store apenas nos Estados Unidos e Canadá em 7 de agosto de 2012. O disco contém oito faixas, das quais sete foram retiradas de seu álbum alto-intitulado e uma regravação; "The a Team" do cantor Ed Sheeran.

## Divulgação
Para divulgação de Live In London, Birdy fez dois shows nos Estados Unidos, nomeadamente em Los Angeles, no The Roxy em 13 de agosto  de 2012 e em Nova York no Joe’s Pub em 15 de agosto seguinte.

## Lista de faixas
| Download digital |                          |                |         |  |
| N.º              | Título                   | Compositor(es) | Duração |  |
| 1.               | "Shelter"                |                | 4:05    |  |
| 2.               | "The a Team"             |                | 5:32    |  |
| 3.               | "1901"                   |                | 4:52    |  |
| 4.               | "Just a Game"            |                | 4:08    |  |
| 5.               | "Young Blood"            |                | 3:53    |  |
| 6.               | "People Help the People" |                | 4:28    |  |
| 7.               | "Terrible Love"          |                | 4:59    |  |
| 8.               | "Skinny Love"            |                | 4:06    |  |
| Duração total:   | Duração total:           | Duração total: | 36:03   |  |